# 川井伸一
川井 伸一（かわい しんいち、1951年（昭和26年）5月 -  ）は、日本の経営学者。専門は、国際経営学・比較経営論。愛知大学第17代学長。

## 人物
日本国際問題研究所研究員、在中国日本国大使館専門調査員を経て、1992年に愛知大学経営学部経営学科に助教授として着任。1995年より教授となり、経営学科長、経営学部長、副学長（経営担当）を経て、2015年から学長に就いている。
中国経営管理学会（現在の中国経済経営学会）では会長を務めたほか、アジア経営学会、日本現代中国学会、アジア政経学会で理事を歴任した。
専門は国際経営で、とりわけ中国における企業経営の研究を進めている。
趣味は旅行とスポーツ観戦。

## 略歴
- 1951年5月 - 東京都に生まれる。
- 1975年3月 - 東京大学教養学部卒業。
- 1978年3月 - 東京大学大学院社会学研究科（現在の人文社会学系研究科）修士課程修了。国際学修士。
- 1982年3月 - 東京大学大学院社会学研究科博士課程単位取得満期退学。
- 1987年4月 - 財団法人日本国際問題研究所研究員。
- 1990年4月 - 在中国日本国大使館専門調査員。
- 1992年4月 - 愛知大学経営学部助教授。
- 1995年4月 - 愛知大学経営学部教授。
- 2009年4月 - 愛知大学経営学部長（- 2011年11月）。
- 2011年11月 - 愛知大学副学長（- 2015年11月）。
- 2015年11月 - 愛知大学学長（- 2023年11月）。

## 所属学会
- 日本経営学会
- 日本比較経営学会
- アジア政経学会
- アジア経営学会
- 日本現代中国学会
- 中国経済経営学会
- 国際関係論研究会

## 著書

### 単著
- 『中国企業とソ連モデル 一長制の史的研究』（1991年／アジア政経学会）
- 『中国企業改革の研究 国家・企業・従業員の関係』（1996年／中央経済社）
- 『中国上場企業 内部者支配のガバナンス』（2003年／創土社）

### 編著
- 『中国多国籍企業の海外経営 東アジアの製造業を中心に』（2013年／日本評論社）

### 共著
- （高木誠一郎、石井明〔編〕）『中国の政治と国際関係』（1984年／東京大学出版会）
- （毛里和子〔編〕）『現代中国論 1 毛沢東時代の中国』（1990年／日本国際問題研究所）
- （岡部達味、毛里和子〔編〕）『現代中国論 2 改革・開放時代の中国』（1991年／日本国際問題研究所）
- （小林弘二〔編〕）『中国の世界認識と開発戦略 視座の転換と開発の課題』（1994年／アジア経済研究所）
- （衛藤瀋吉先生古稀記念論文集編集委員会〔編〕）『20世紀アジアの国際関係 1 中国の社会と国際関係』（1995年／原書房）
- （姫田光義〔編〕）『戦後中国国民政府史の研究 1945-1949年』（2001年／中央大学出版部）
- （久保亨〔編〕）『1949年前後の中国』（2006年／汲古書院）
- （高橋五郎〔編〕）『海外進出する中国経済』（2008年／日本評論社）

### 訳書
- （アニタ・チャン、ジョナサン・アンガー、リチャード・マドセン）『チェン村 中国農村の文革と近代化』（1989年／筑摩書房）